# McCloud (televisieserie)
McCloud is een Amerikaanse televisieserie, die werd uitgezonden van 1970 tot 1977 en ook in Nederland door de VARA werd uitgezonden. Diverse herhalingen werden in de jaren negentig vertoond door RTL 5 en SBS6.
Hoofdrolspeler is Dennis Weaver als Deputy U.S. Marshal Sam McCloud, een politieman uit Taos (New Mexico) die op semi-permanente basis wordt ingezet bij de politie van New York. Als "cowboy" in de grote stad heeft McCloud een geheel eigen wijze van misdaadbestrijding, niet altijd tot genoegen van zijn superieuren.

## Verhaal
Deputy U.S. Marshal Sam McCloud van Taos, New Mexico moet een gevangene begeleiden naar New York. Een stad die hij het liefst zo snel mogelijk weer verlaten wil. Eenmaal in New York raakt McCloud betrokken bij een gecompliceerde moordzaak die hij weet op te lossen. Als McCloud terug wil keren naar New Mexico krijgt hij van zijn chef de opdracht om voorlopig in de stad te blijven en als een soort stagiaire mee te lopen met de rechercheafdeling van de politie om zo de nieuwste politietechnieken onder de knie te krijgen. Zijn begeleider is chief Clifford die weinig is ingenomen met de hem opgedrongen marshal. Hij beschouwt McCloud als een dom boertje uit het westen maar verwacht dat hij weinig moeilijkheden zal opleveren. Dat verandert al snel als blijkt dat McCloud een goede politieman is en veel minder naïef dan iedereen denkt.
McCloud steekt al snel zijn neus in allerlei zaken en niet altijd met goedkeuring van Clifford. Met zijn cowboyhoed, schaapsleren jack en cowboylaarzen lijkt McCloud amper te passen in de stadsjungle van New York. Maar dat is schijn. McCloud doet zich vaak voor als een onschuldige plattelandsbewoner (zijn favoriete uitspraak is “There ya go!”) maar ondertussen weet hij regelmatige allerlei criminelen te ontmaskeren. De verhouding tussen McCloud en chief Clifford wordt al snel grimmiger, zeker omdat McCloud weigert zich als een stagiaire te gedragen. Cliffords humeur wordt er niet beter op als hij merkt dat McCloud geen afstand doet van zijn Colt .45, aan een helikopter gaat hangen of te paard door de straten van New York rijdt. Ook het stijgende aantal klachten van de door McCloud verdachte New Yorkers dragen niet bij tot een prettige verhouding.
De marshal uit Taos kan wel goed opschieten met brigadier Broadhurst. Hoewel ook Broadhurst als een echte New Yorker neerkijkt op de ‘cowboy uit New Mexico’, worden de twee vrienden. Broadhurst helpt McCloud regelmatig bij diens onderzoeken en probeert hem uit de wind te houden als de woede van chief Clifford op het tweetal neerdaalt. Een ander persoon met wie McCloud het goed kan vinden is Chris Coughlin, het nichtje van de hoofdcommissaris. Chris schrijft voor diverse kranten en werkt zo nu en dan met de marshal samen om bepaalde zaken op te lossen. Hoewel McCloud vrijgezel blijft, is er tussen en hem en Chris wel sprake van een amoureuze relatie.

## Hoofdrolspelers
- Dennis Weaver - Sam McCloud
- J.D. Cannon - Peter B. Clifford
- Terry Carter - Sergeant Joe Broadhurst
- Diana Muldaur - Chris Coughlin
- Ken Lynch - Police Sergeant Grover

## Productie
De serie is geïnspireerd op de film Coogan's Bluff uit 1968 van Don Siegel met Clint Eastwood in de hoofdrol, waarin eveneens een cowboy verdwaald is in de grote stad.
De serie werd grotendeels opgenomen op het studioterrein van de Universal Studios en gedeeltelijk op locatie in New York. Aanvankelijk duurde elke aflevering zestig minuten, maar in 1971 werd dit uitgebreid tot negentig minuten en in 1974 zelfs tot twee uur. In het laatste seizoen in 1976 waren de afleveringen weer teruggebracht tot negentig minuten.
In 1989 kwam er nog een vervolg op de serie in de vorm van een televisiefilm onder de titel The return of Sam McCloud. Dennis Weaver speelde weer de hoofdrol, al was Sam McCloud niet langer marshal, maar inmiddels gekozen als senator voor de staat New Mexico.
McCloud was een onderdeel van The Mysterie Movie van de Amerikaanse omroep NBC, samen met Columbo (met Peter Falk) en McMillan & Wife (met Rock Hudson).